# 권오윤
권오윤(權五允, 1962년 6월 24일~)은 대한민국의 신학자이자 현재 아신대학교의 구약학 교수이며, 평생교육원 운영처장이다.한국세계선교협의회 선교정보위원회 총무, 예장합신 총회 교육부 연구위원 및 계단공과 집필위원, 중서울노회 노회장, 학교법인 아세아연합신학대학원 법인사무국장 등을 역임하였다. 노원성도교회를 개척하여 10년 동안 담임목사를 하였다. 한국장로교신학회 부회장이며 전도서의 구조와 통일성 연구, 성경신학과 해석학분야에 전문가로 평가받는다.

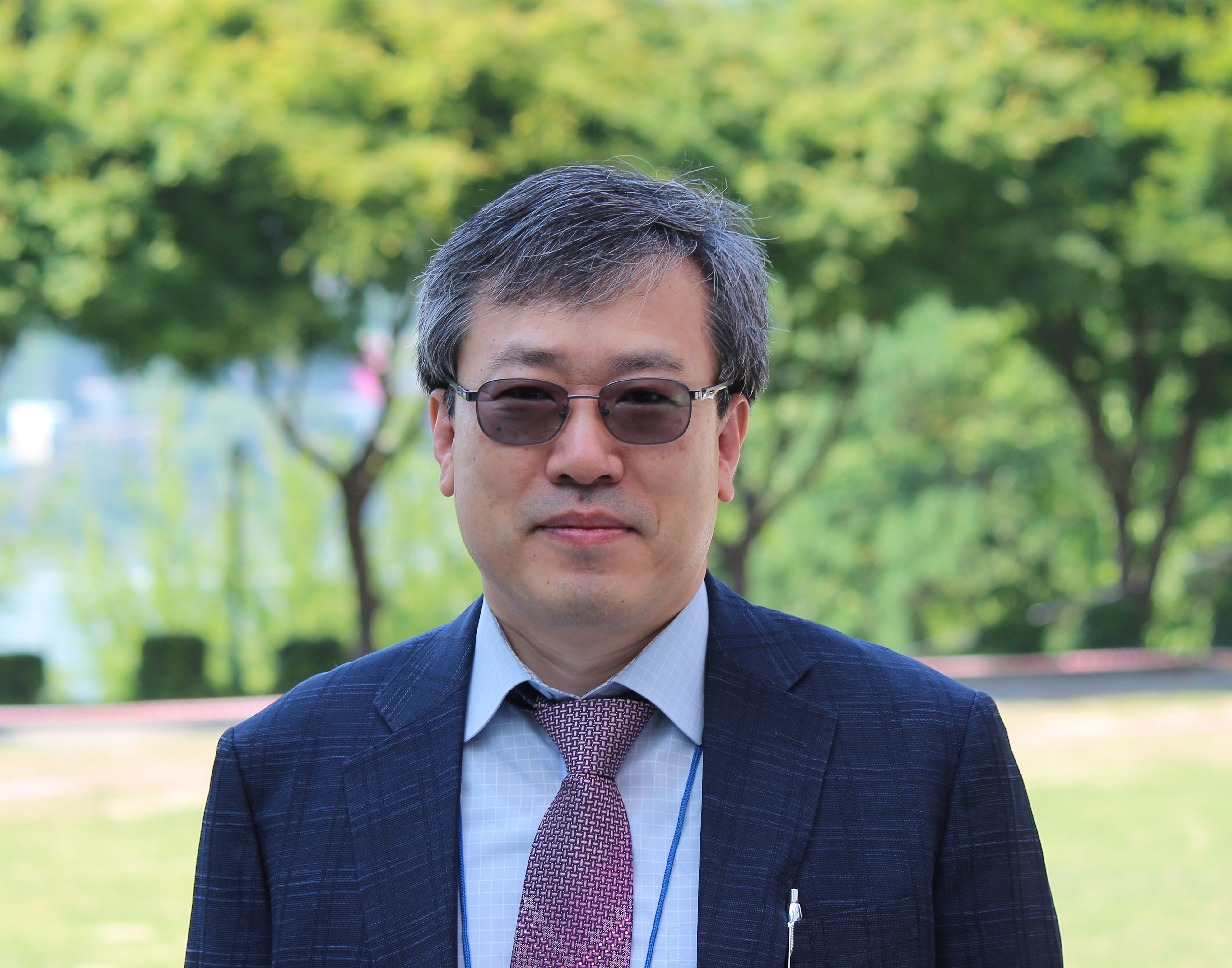
아신대 권오윤 박사

## 학력
- 아세아연합신학대학교 B.Th.
- 합동신학대학원대학교 M.Div.
- 아세아연합신학대학교 대학원 구약학 Th.M.
- 아세아연합신학대학교 대학원 구약학 Ph.D.

## 경력
- 노원성도교회 개척 담임
- 예장합신 중서울노회 노회장
- 예장합신 총회 교육부 연구위원 및 계단공과 집필위원
- 학교법인 아세아연합신학대학원 법인사무국장
- 한국세계선교협의회(KWMA) 선교정보위원회 총무
- 한국항공선교회 이사
- 한국장로교신학회 총무
- 한국개혁신학회 학술정보이사
- 현 한국장로교신학회 부회장

## 생애
그는 한국세계선교협의회 선교정보위원회 총무, 예장합신 총회 교육부 연구위원 및 계단공과 집필위원, 중서울노회 노회장, 학교법인 아세아연합신학대학원 법인사무국장 등을 역임하였다. 그는 신학은 교회를 섬기기 위한 학문이라는 신념을 가지고 박사과정 중에 노원성도교회를 개척, 만 11년 동안 담임 목사로 사역하였고, 목회하면서 아세아연합신학대학교를 비롯하여 안양대학교 신학대학원 등에서 구약신학을 강의하였다. 2013년부터 아세아연합신학대학교에서 목회와 교육, 행정 분야에 다양한 경험을 토대로 차세대 지도자 양성에 각별한 관심을 가지고 학생들을 지도하고 있다.
한국장로교신학회의 비전에 대하여 권오윤 박사는 “오늘날 교회가 안고 있는 문제에 대하여 장로교 신학이 어떻게 대답할 것인지를 연구하며, 현대신학과 비판적 대화를 통해서 개혁신학이 주장하는 성경적 메시지가 현대신학 속에서 어떻게 수용되고 발전되었는지, 역사적으로 신학이 교회를 분열시켰는지 교회가 신학의 논쟁을 일으켰는지, 그리고 한국 장로교회들이 전통적으로 장로교회 신학 위에 세워진 교회인지 등 다양한 질문과 토론을 통해 교회의 일치를 위해 노력하고 있다”라고 밝혔다.

## 저서
- 왕 같은 제사장: 베드로전서 2:9의 관점에서 본 창세기(바라봄 barahBOM, 2021)
- 왕 같은 제사장의 삶: 십계명 해석의 원리와 실제(바라봄 barahBOM, 2021)
- ACTS 40년사(ACTS40년사편찬위원회 권오윤 외 6인 공저, 2015)

## 학위논문
- 출애굽기 20~23장: 하나님의 계시로서의 언약서 (ACTS Th.M., 1999)
- 전도서의 면밀한 읽기: 구조와 통일성 (ACTS Ph.D., 2013)

## 논문
- 전도서의 면밀한 읽기: 구조와 통일성(구약논집 9, 2014.06)
- ACTS 신학-신앙운동 소고(ACTS 신학저널 21, 2014.10)
- 선이해(Preunderstanding)와 해석학적 순환(Hermeneutical Circle)에 대한 복음주의적 고찰(ACTS 신학저널 22, 2014.10)
- 아모스, 언약에 의한 심판과 회복: 아모스 2:6-15을 중심으로(ACTS 신학저널 24, 2015.07)
- 구약신학에 있어서 창조의 진정한 회복: 폰 라드의 역사적 신앙고백에 대한비판적 검토를 중심으로(ACTS 신학저널 36, 2018.07)
- 시편 제4권의 구성과 신학적 의미(ACTS 신학저널 50, 2021.12)
- 영화 속 좀비에 내재된 세계관에 대한 소고- 유한에 투영된 영원의 뒤틀린 형상: 좀비(복음과 선교 60, 2022.12)
- 번역논문 - 다양한 종교적 상황 속에서의 기독교 선교, Vinay K. Samuel (성경과 신학 11, 1992)

## 역서
- 예수님과 함께하는 지도력(상), 귄터 크랄만 (예수전도단: 2000)
- 예수님과 함께하는 지도력(하), 귄터 크랄만 (예수전도단: 2000)
- 컴파스 바이블 스터디 19: 욥기 전도서 아가, 웨인 맥 리오드(미션월드, 2012)
- 컴파스 바이블 스터디 25: 미가 나훔 하박국 스바냐 학개 스가랴 말라기(미션월드, 2012)
- 컴파스 바이블 스터디 26: 호세아 요엘 아모스 오바댜 요나(미션월드, 2012)

## 같이 보기
- 아신대학교
- 개혁신학회
- 한국복음주의신학회
- 한국장로교신학회
- 한국개혁신학회
- 종교개혁500주년기념일
- 요한칼빈탄생500주년기념사업회
- 한국실천신학회
- 한국의 신학자 목록
- 개혁신학자